# روميو إيفانغليستا
روميو إيفانغليستا (بالبرتغالية: Romeu Cambalhota‏) هو لاعب كرة قدم برازيلي في مركز الهجوم، ولد في 27 مايو 1950 في Esmeraldas, Minas Gerais ‏ في البرازيل. شارك مع منتخب البرازيل لكرة القدم. أما مع النوادي، فقد لعب مع أتلتيكو مينيرو ونادي بالميراس ونادي كورينثيانز ونادي ميلوناريوس.

## وصلات خارجية
- روميو إيفانغليستا على موقع ناشيونال فوتبول تيمز (الإنجليزية)